# Graf DK 18

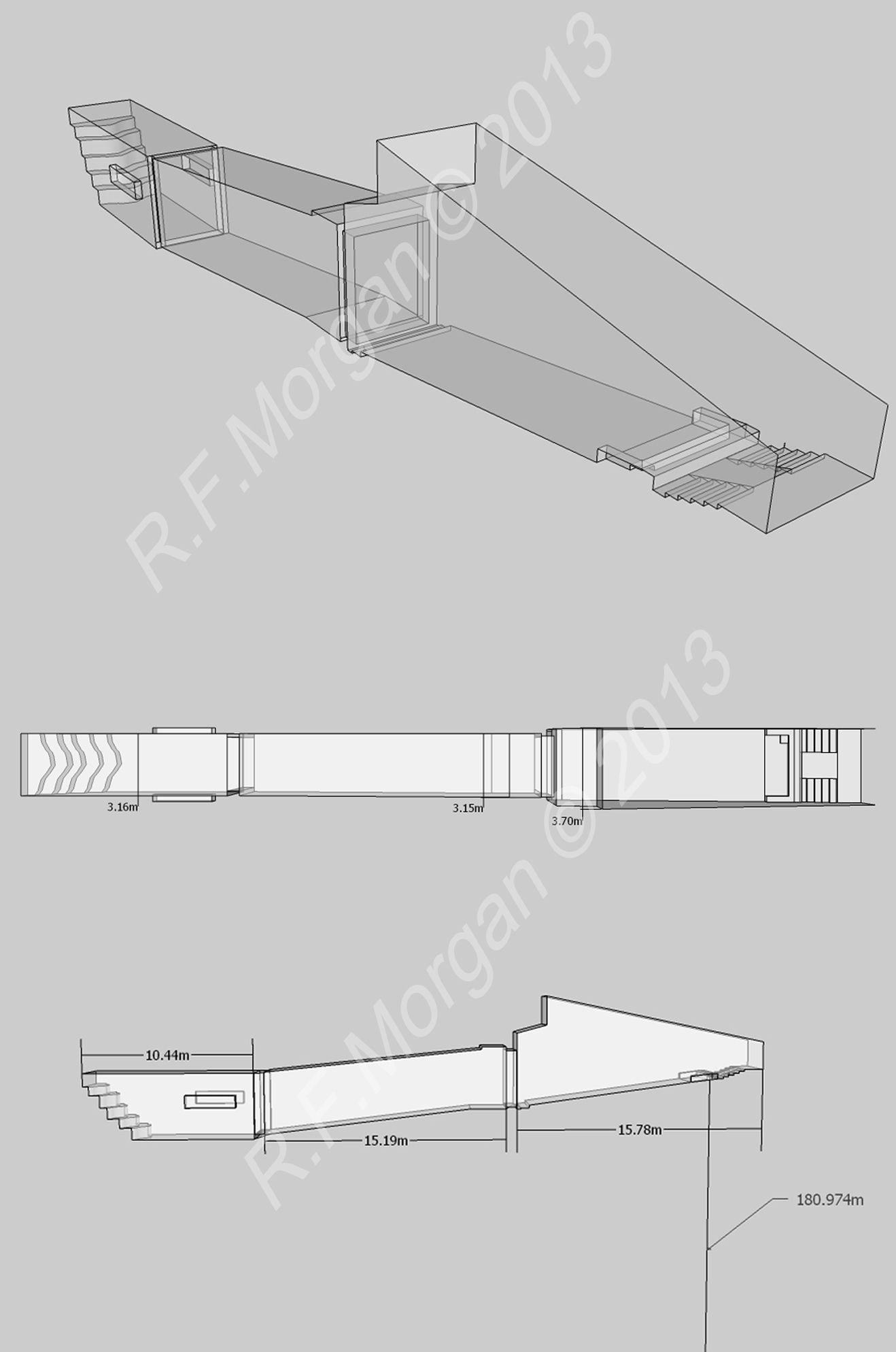
Schematische weergave van graf DK 18

Graf DK 18 is een graf uit de Vallei der Koningen. Het graf, daterend uit de 20e dynastie, werd ontdekt door onbekenden en later werd enkel de ingang beschreven door Howard Carter. Het graf was bedoeld voor Ramses X, alhoewel het blijkbaar nooit is gebruikt geweest: er werden namelijk geen sporen van werktuigen gevonden, die konden wijzen op een begrafenis.